# Distrikt Llusco
Der Distrikt Llusco liegt in der Provinz Chumbivilcas in der Region Cusco in Südzentral-Peru. Der Distrikt wurde am 2. Januar 1857 gegründet. Er besitzt eine Fläche von 314 km². Beim Zensus 2017 wurden 4698 Einwohner gezählt. Im Jahr 1993 lag die Einwohnerzahl bei 5723, im Jahr 2007 bei 6399. Die Distriktverwaltung befindet sich in der 3496 m hoch gelegenen Ortschaft Llusco mit 985 Einwohnern (Stand 2017). Llusco liegt 13 km nördlich der Provinzhauptstadt Santo Tomás.

## Geographische Lage
Der Distrikt Llusco liegt im Andenhochland im zentralen Westen der Provinz Chumbivilcas. Der Nordostteil des Distrikts liegt zwischen den Flussläufen von Río Manchoclla im Westen und Río Santo Tomás im Osten.
Der Distrikt Llusco grenzt im Osten, im Süden sowie im Südwesten an den Distrikt Santo Tomás, im äußersten Nordwesten an die Distrikte  Oropesa (Provinz Antabamba) und Haquira (Provinz Cotabambas), im Norden an den Distrikt Quiñota sowie im äußersten Nordosten an den Distrikt Colquemarca.